# Dominion: Prequel to The Exorcist
Dominion: Prequel to the Exorcist (bra: Domínio - Prequela de O Exorcista) é um filme de 2005 de terror sobrenatural dirigido por Paul Schrader. É um prólogo de O Exorcista (1973).

## Sinopse
Muitos anos antes dos acontecimentos em O Exorcista, o jovem padre Lankester Merrin (interpretado por Skarsgard, que interpretou o mesmo papel em Exorcist: The Beginning) viaja para a África Oriental. Merrin teve um ano sabático da Igreja e dedicou-se à história e arqueologia como ele luta com sua fé abalada. Ele é assombrado especialmente por um incidente na pequena aldeia na Holanda ocupada durante a Segunda Guerra Mundial, onde atuou como pároco. Perto do fim da guerra, um sádico comandante da SS nazista, em retaliação pelo assassinato de um soldado alemão, as forças de Merrin para participar em execuções arbitrárias, a fim de salvar uma vila cheia de abate.
Ele reúne-se com uma equipe de arqueólogos que estão a tentando descobrir uma igreja que acreditam ter sido enterrada por séculos. No início, Merrin resiste à ideia de que forças sobrenaturais estão em jogo, mas eventualmente os ajuda, e daí o resultado de eventos em um encontro com Pazuzu, o mesmo demônio referenciado no O Exorcista.

## Elenco
| Ator/Atriz                     | Personagem             |
| ------------------------------ | ---------------------- |
| Stellan Skarsgård              | Padre Lankester Merrin |
| Gabriel Mann                   | Padre Francis          |
| Clara Bellar                   | Rachel Lesno           |
| Billy Crawford                 | Cheche                 |
| Ralph Brown                    | Sgt. Maj. Harris       |
| Israel Aduramo                 | Jomo                   |
| Andrew French                  | Chuma                  |
| Antonie Kamerling              | Kessel                 |
| Julian Wadham                  | Maj. Granville         |
| Mary Beth Hurt (não creditado) | Voz do Cheche          |

## Produção
Domínio foi totalmente gravado, em seguida, arquivado pela Morgan Creek Productions, que temia que o filme seria vencido e substituído pela nova versão de Renny Harlin como o diretor, o filme O Exorcista: O Início (2004), este filme utilizou o mesmo enredo e boa parte da filmagem de Domínio mas Harlin tentou torná-lo um filme de terror convencional. Porém, depois da pouca audiência e a resposta da crítica para a versão de Harlin, a Morgan Creek passou a quantia de $35.000 a Paul Schrader para que ele terminasse a sua versão. Morgan Creek permitiu também que a Warner Bros lançasse a versão de Schrader nos cinemas sob o título Dominion: Prequel to the Exorcist, lançado em maio de 2005.

## Lançamento
O filme foi lançado em DVD dia 25 de outubro de 2005 pela Warner Home Video e inclui extras como: Cenas Deletadas, Galeria de Fotos e um Comentário de Áudio pelo diretor Paul Schrader. Em 10 de outubro de 2006, o filme foi lançado junto com O Exorcista, O Exorcista: A versão que você nunca viu, O Exorcista II: O Herege, O Exorcista III e O Exorcista: O Início em um box set intitulado de "O Exorcista: A Antologia Completa".